# Prelesje (Gorenja Vas – Poljane, Slovenija)
Prelesje je naselje u slovenskoj Općini Gorenjoj vasi - Poljane. Prelesje se nalazi u pokrajini Gorenjskoj i statističkoj regiji Gorenjskoj. 

## Stanovništvo
Prema popisu stanovništva iz 2002. godine naselje je imalo 64 stanovnika.